# Мајмунска шапа
„Мајмунска шапа” (енгл. The Monkey's Paw) је хорор приповетка енглеског писца В. В. Џејкобса. Први пут се појавила у часопису Harper's Monthly у септембру 1902. године, након чега је објављена у Џејкобсовој збирци прича The Lady of the Barge касније те године. Прича се фокусира на мајмунску шапу, реликвију која свом власнику испуњава три жеље, које долазе са огромном ценом због мешања у судбину.
Приповетка је више пута адаптирана у различитим медијима, укључујући позоришне представе, филмове, ТВ серије, опере и стрипове, почевши још од 1903. године. Први пут је адаптирана за филмско платно 1915. као британски неми филм у режији Сиднија Норткота. У овом (данас изгубљеном) филму глумио је Џон Лосон, који је такође играо главну улогу у позоришној представи заснованој на приповеци из 1907. године.

## Радња
Господина и госпођу Вајт, као и њиховог одраслог сина Херберта, посећује наредник Морис, пријатељ који је служио у британској војсци у Индији. Током вечере, он им показује мумифицирану мајмунску шапу. Објашњава да је један стари факир бацио чини на шапу, тако да она испуњава три жеље, али уз страшне последице као казну за мешање у судбину. Морис, који је доживео нешто ужасно користећи шапу, баца је у ватру, али скептични господин Вајт је извлачи. Пре одласка, Морис упозорава господина Вајта на могуће последице ако користи шапу.
Господин Вајт оклева, сматрајући да већ има све што жели. На Хербертов предлог, он неозбиљно пожели 200 фунти, што би му омогућило да отплати последњу рату хипотеке за кућу. Када изговори своју жељу, господин Вајт изненада испушта шапу, тврдећи да се померила и искривила попут змије. Следећег дана, Херберт одлази на посао. Те вечери, један запослени долази у кућу Вајтових и саопштава им да је Херберт погинуо у страшној несрећи на машини која је унаказила његово тело. Компанија сматра да није одговорна за несрећу, али изјављује да жели да пружи новчану помоћ ожалошћеној породици. Када очајни пар пита о коликом износу се ради, сазнају да је у питању „200 фунти”.
Недељу дана након сахране, госпођа Вајт, полудела од туге, инсистира да њен муж користи шапу да пожели да се Херберт врати у живот. Невољно, он то чини, иако га обузима огромна нелагода при помисли на призивање синовљевог унакаженог и иструлелог тела. Касније те ноћи, зачује се куцање на вратима. Док госпођа Вајт у очају покушава да откључа врата, господин Вајт преплашен страхује да оно што је напољу није син кога је волео. Он изговара своју трећу и последњу жељу. Куцање престаје, а госпођа Вајт отвара врата и схвата да напољу нема никога.